# Gabriel Maria Brasó i Tulla
Gabriel Maria Brasó i Tulla   (Barcelona, 29 de març de 1912 - 1 de gener de 1978) va ser un religiós benedictí català. Va destacar per la seva tasca intel·lectual i pastoral en l’àmbit monàstic i litúrgic contemporani. Ordenat prevere diocesà l’any 1935, exercí el ministeri primer a Sant Andreu de Llavaneres i, durant la Guerra Civil, en la clandestinitat a Igualada, on fou detingut. Després del conflicte, fou destinat a Vilanova i la Geltrú.
Va ingressar al monestir de Montserrat el 1941 i en feu la professió solemne el 1945. Entre 1946 i 1949 amplià estudis a Roma, on es llicencià en Teologia i Arqueologia Cristiana. A la tornada, l’abat Aureli M. Escarré el nomenà prior del monestir, càrrec que compaginà amb la docència, la divulgació i la producció científica. El 1961 fou elegit abat coadjutor i el 1966 fou designat abat president de la congregació benedictina de Subiaco, amb residència a Roma.
Va col·laborar activament en la recepció del Concili Vaticà II dins la seva congregació on mantingué activitat internacional, assessorant institucions eclesiàstiques i visitant nombrosos monestirs. Va publicar "Litúrgia i espiritualitat" (1956) i Il sacerdozio cristiano (1970), i impulsà iniciatives com el II Congrés Litúrgic de Montserrat. El 1969 predicà els exercicis espirituals al papa Pau VI i a la cúria romana. Malalt, es retirà a Montserrat el 1977, on morí l’any següent.